# Національний ботанічний сад (Вінья-дель-Мар)
Національний ботанічний сад (ісп. El Jardín Botánico Nacional) — ботанічний сад в місті Вінья-дель-Мар (в провінції і регіоні Вальпараісо, Чилі).

## Історія
Національний ботанічний сад у Вінья-дель-Мар був заснований у 1951 році, коли парк «Ель-Салитре» Паскуаля Барбісси, створений у 1918 році, був переданий у дар державі. З 1998 року управлінням ботанічним садом займається Фонд Національного Ботанічного саду Вінья-дель-Мар.
Загальна площа ботанічного саду складає 395 гектарів, з яких доступно для широкої публіки тільки 32.

## Колекції
Загалом у ботанічному саду культивується 1168 видів рослин, з яких 269 є ендеміками Чилі і багато з яких знаходяться під загрозою в дикій природі.
Найцікавіші колекції:
- Колекція кактусів, які ростуть в Чилі і Центральній Америці, всього близько 680 рослин 90 таксонів, у тому числі коп'япоа, Browningia candelaris, Haageocereus fascicularis і Corryocactus brevistylus.
- Колекція рослин архіпелагу Хуан-Фернандес (близько 710 рослин 53 ендемічних таксонів).
- Колекція рослин твердолистих лісів центральної зони Чилі (близько 143 рослин 49 таксонів).
- Парк екзотичних рослин (2317 екзотичних рослин 285 таксонів з Європи та Азії).
- Колекція лікарських рослин.
- Колекція Sophora toromiro, вимерлого виду з острова Пасхи, який зберігся лише в ботанічних садах і в приватних колекціях. У Національному ботанічному саду росте 149 рослин цього виду та ще 3 інші види з острова Пасхи.
- Колекція геофітів (5140 рослин 59 видів).
- Колекція миртових з центральної і південної частини Чилі, більш 17 таксонів (поки закрита для публіки).
- Колекція рослин південного Чилі, яка також називається «Секретний сад» (306 рослин 86 видів). Поки ще закрита для публіки.
- Колекція з 80 рослин Tarasa umbellata, ендемічного зникаючого виду.

## Галерея

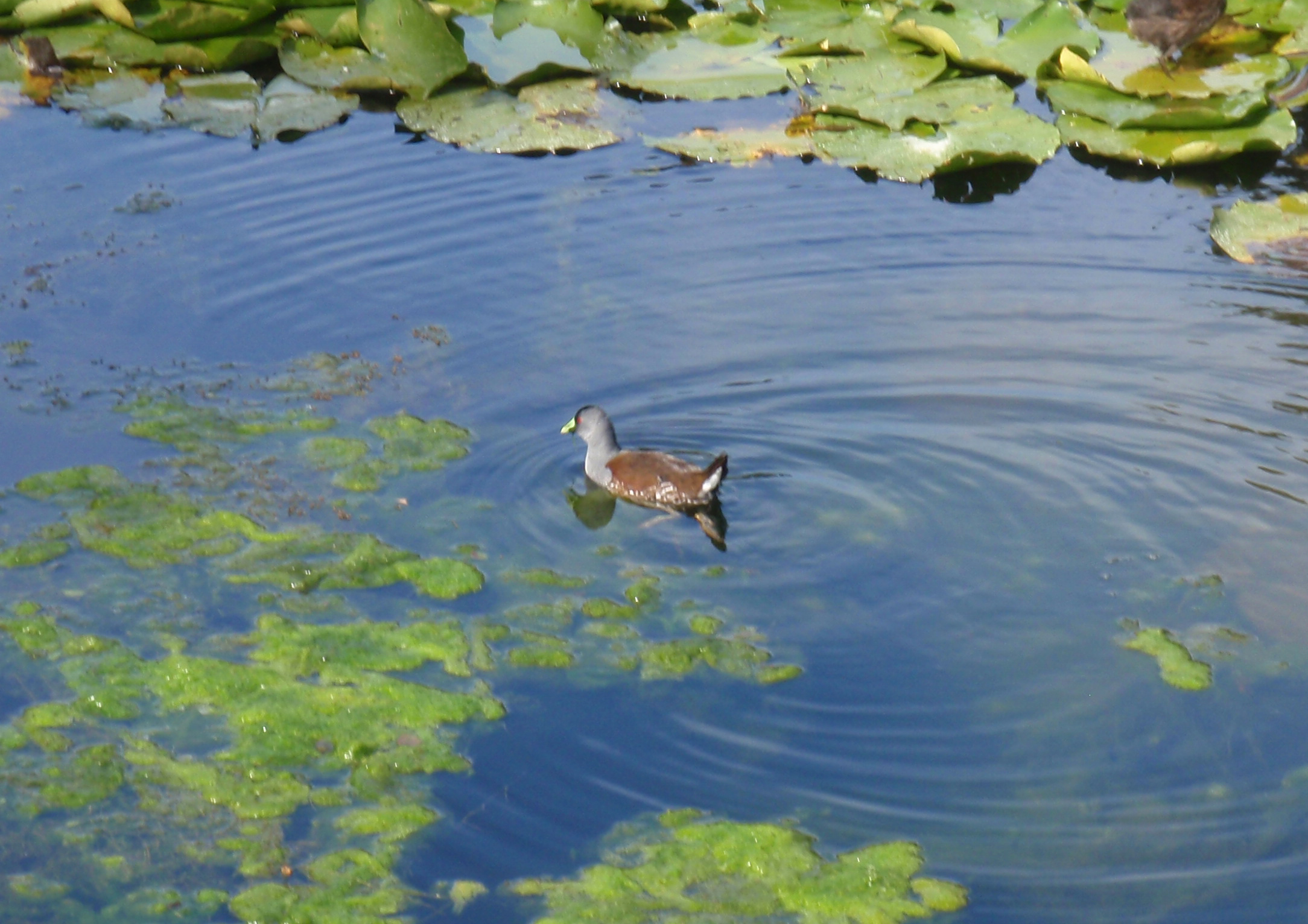
Gallinula melanops
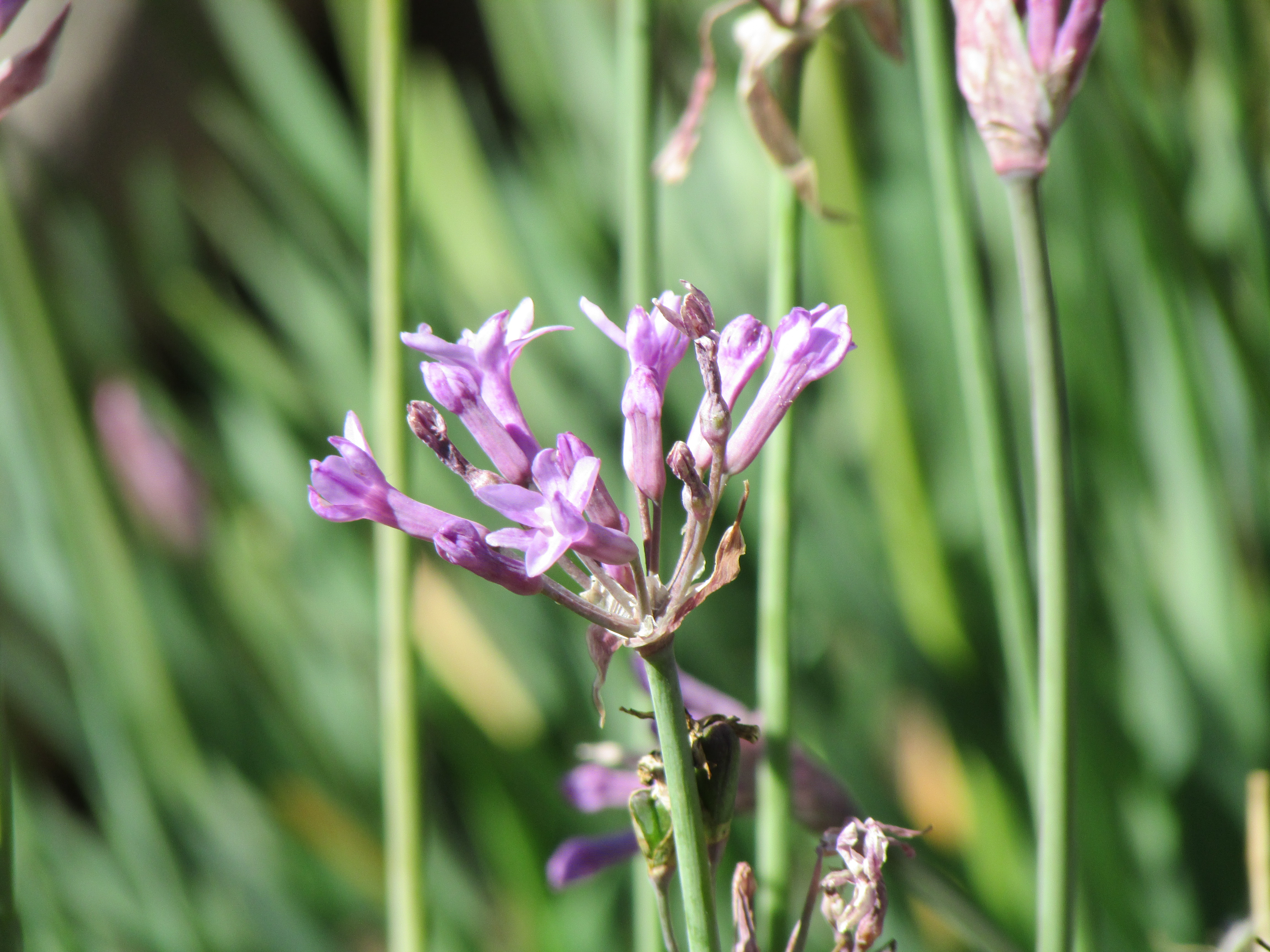
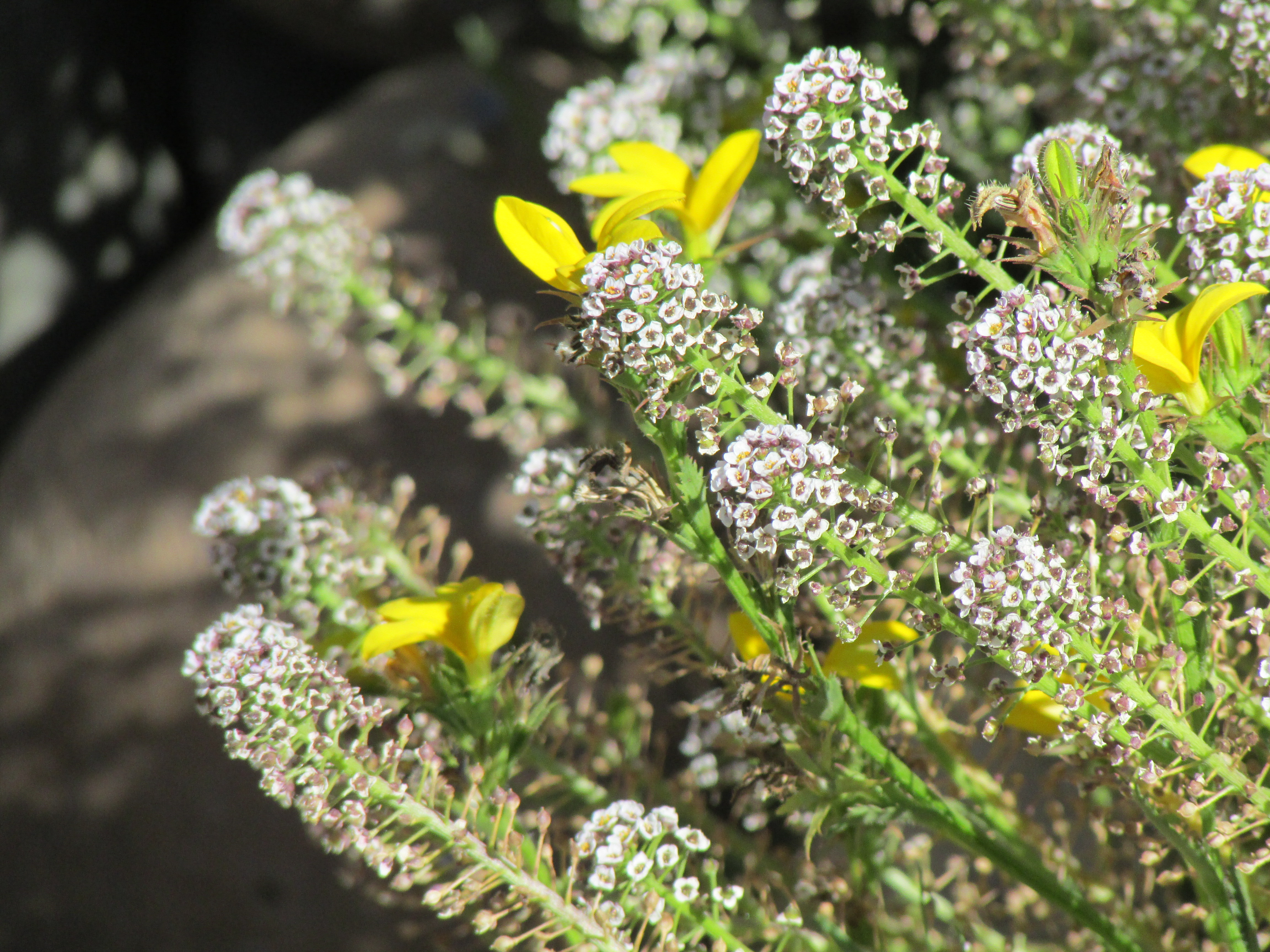
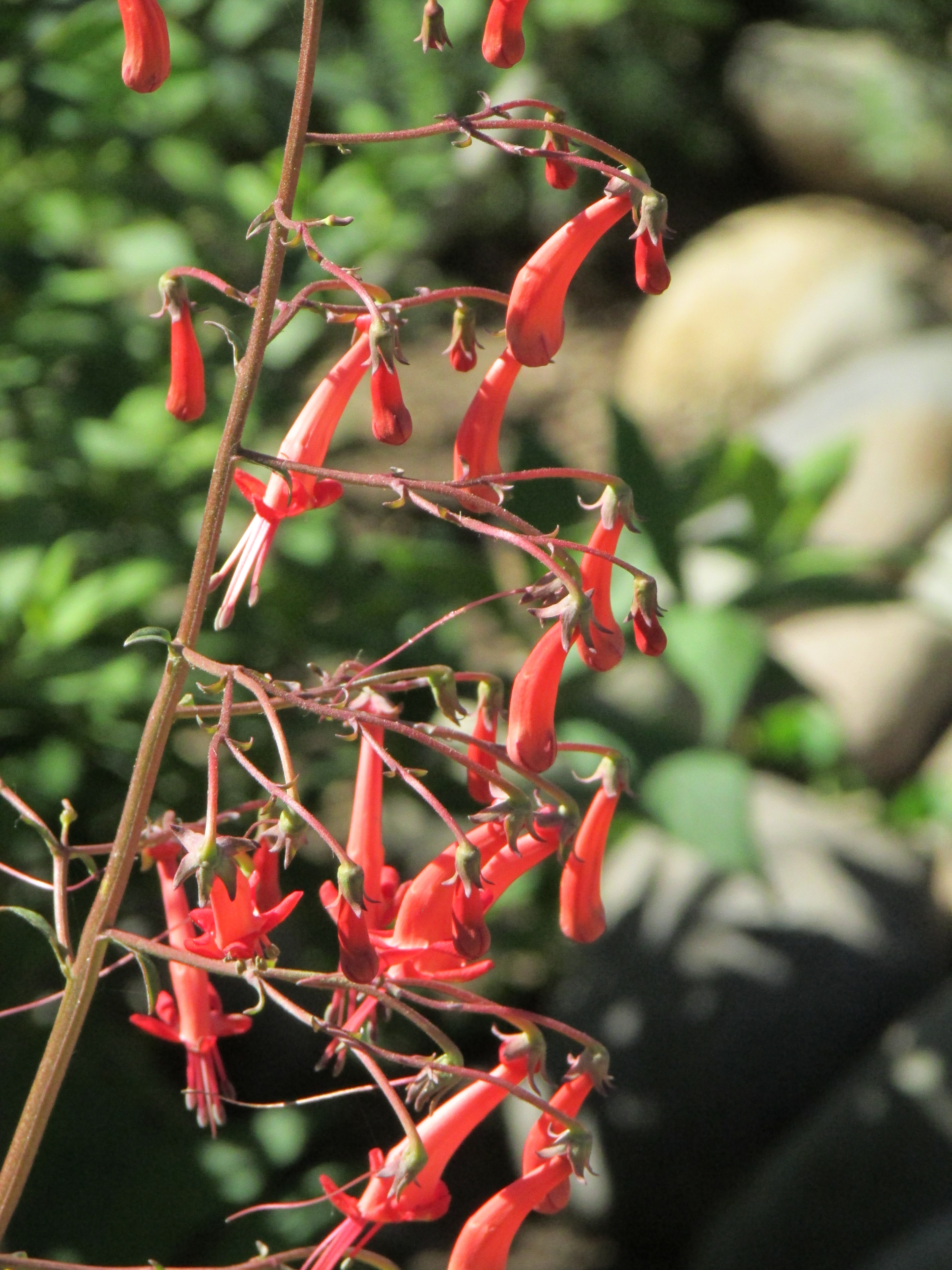
Флора національного ботанічного саду
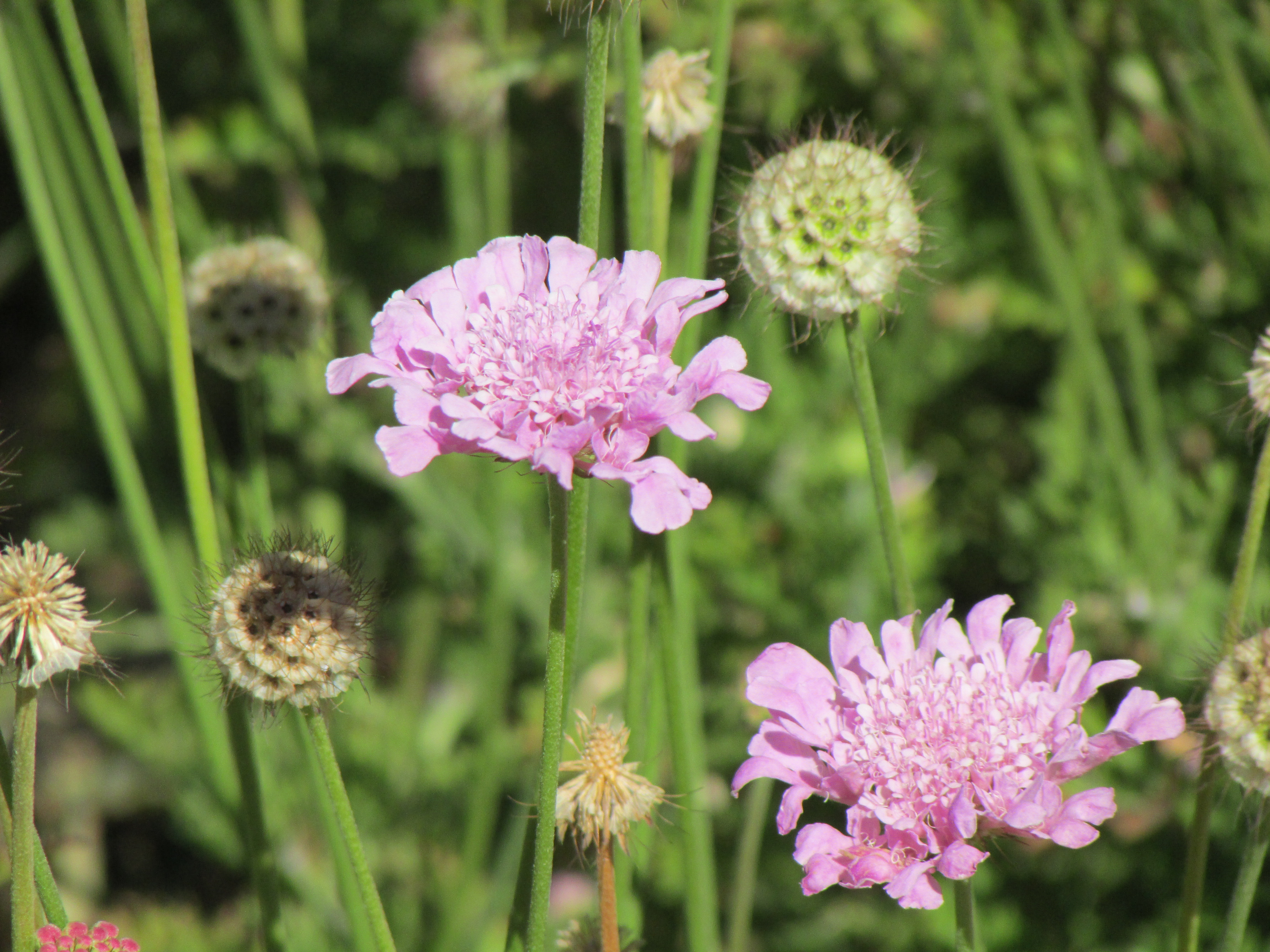
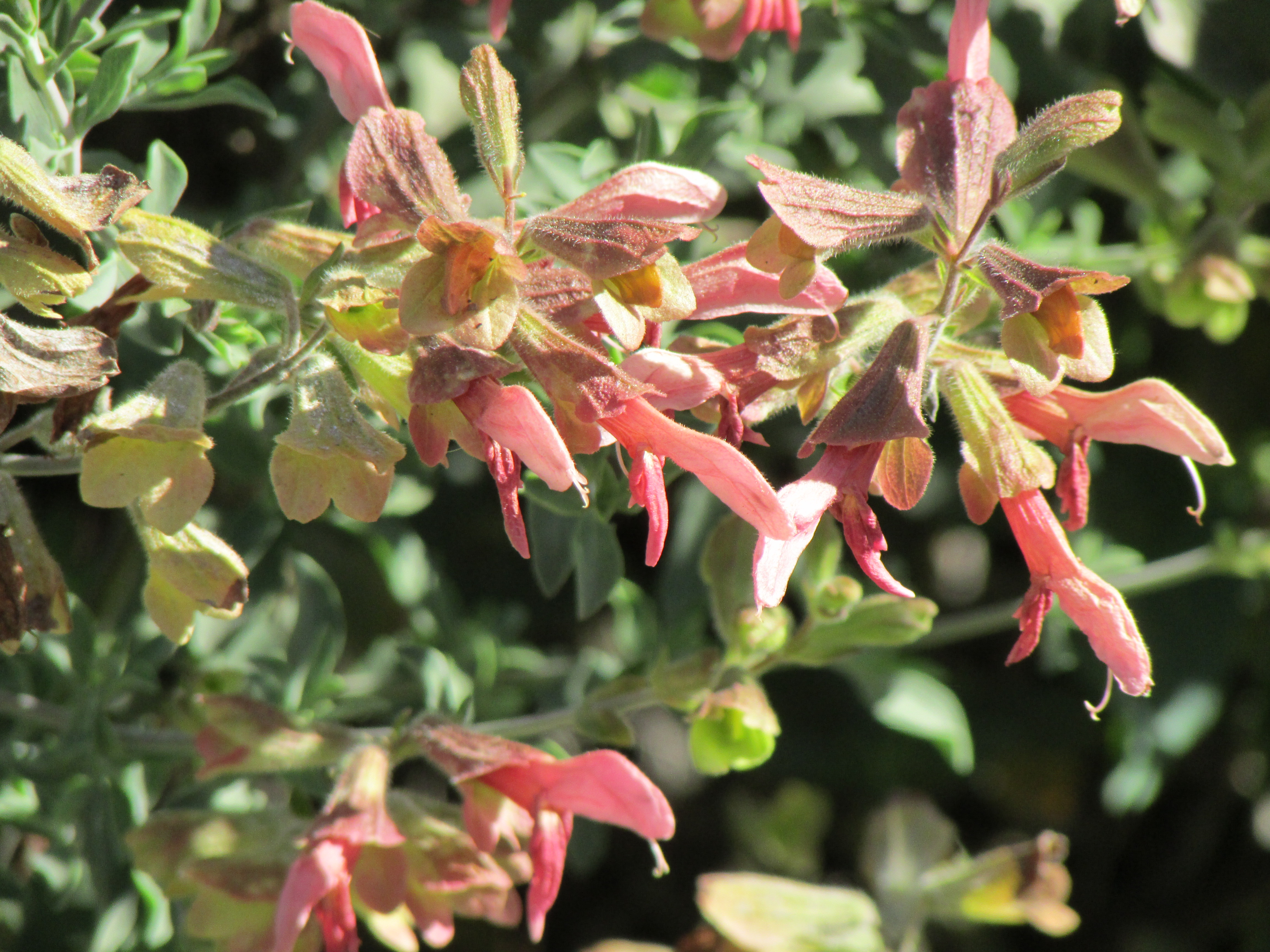